# Natálie Stoupalová
Natálie Stoupalová (Jeseník, 13 luglio 1998) è una cestista ceca.

## Carriera
Con la Rep. Ceca ha disputato i Campionati europei del 2021.